# 龙冈镇
33°21′N 120°02′E / 33.35°N 120.04°E
龙冈镇是中国江苏省盐城市盐都区下辖的一个镇，毗邻盐龙街道、北蒋镇、建湖县、学富镇和张庄街道，东距盐城市城区9公里。龙冈镇面积93.51平方公里，2010年末人口76,920万人。

## 历史
龙冈地处盐阜平原，古代称“淮夷地”。龙冈这个古老的集镇在秦汉时期就已兴盛，成为盐、铁、鱼、和粮的集散地。宋朝开宝元年，龙冈西郊就建成了弥陀西寺，前后共十三幢房屋。本地闻名的凤凰桥，明代万历县志上已有记载。
龙冈以镇北绵延十五里行似卧龙之沙冈而得名，遂设龙冈镇。中华民国2年（公元1913年）为龙冈市，民国18年为龙冈镇，民国34年又改为龙冈市，民国35年建龙冈区，后改为城区；民国36年恢复龙冈区，1957年划分为杨斌、龙海两个大乡；1958年成立龙冈人民公社；1983年体制改革为龙冈乡，1984年4月改为龙冈镇，实行以镇代乡，以镇管村的体制。2001年，原盐都区鞍湖镇划入龙冈镇，设龙冈镇鞍湖社区。2010年，龙冈镇的丁晏居委会并入盐都区盐龙街道办事处。

## 行政区划
龙冈镇按照副县（处）级管理，镇以下不设派出机构。行政区域面积93.51平方公里，辖9个居委会、22个村委会、3个经济管理区。
- 居委会：
- 村：

## 经济
龙冈镇是盐城市重点镇，被省委、省政府表彰为发展乡镇企业先进乡镇，被盐城市委、市政府表彰为农村工作综合先进单位、财税收入跨越发展先进单位、社会治安安全镇和社会治安综合治理工作先进镇。龙冈镇国内生产总值、财政收入等主要经济指标均居盐城市非城关镇之首，2010年该镇国内生产总值（GDP）达到36.7149亿元，农民人均纯收入11845元。
2010年8月5日，中共江苏省委常委会决定赋予全省20个经济比较发达镇县级经济社会管理权限，龙冈镇是盐城市唯一入选的镇。

## 教育
- 盐城市龙冈中学：龙冈中学始建于1953年，由郭沫若亲笔题写校名，2004年晋升为江苏省四星级高中。

- 盐城市龙冈小学：龙冈小学创办于清光绪29年正月（公元1904年），原名“龙冈市立第一国民学校”[6]。

- 盐城市龙冈初级中学：龙冈初级中学创建于1986年。

## 宗教
- 弥陀律寺

## 交通

### 公路
宁靖盐高速公路、盐徐高速公路以及S233、S234两条省道。

### 航空
龙冈镇距盐城南洋机场20公里。

### 水运
二级航道蟒蛇河、盐宝河、和 冈沟河穿境而过。龙冈镇距国家一类开放口岸盐城港大丰口岸90公里。

## 名人
胡乔木

## 特产
龙冈茌梨